# Carnelian Bay
Carnelian Bay is een dorp in de Amerikaanse staat Californië. Het ligt in Placer County aan de noordwestelijke oever van het grote bergmeer Lake Tahoe. Het dorp ligt aan de State Route 28 tussen Tahoe City en Incline Village-Crystal Bay. Het ligt meteen ten noordoosten van de woonwijken Cedar Flat en Ridgewood en ten zuidwesten van Tahoe Vista.

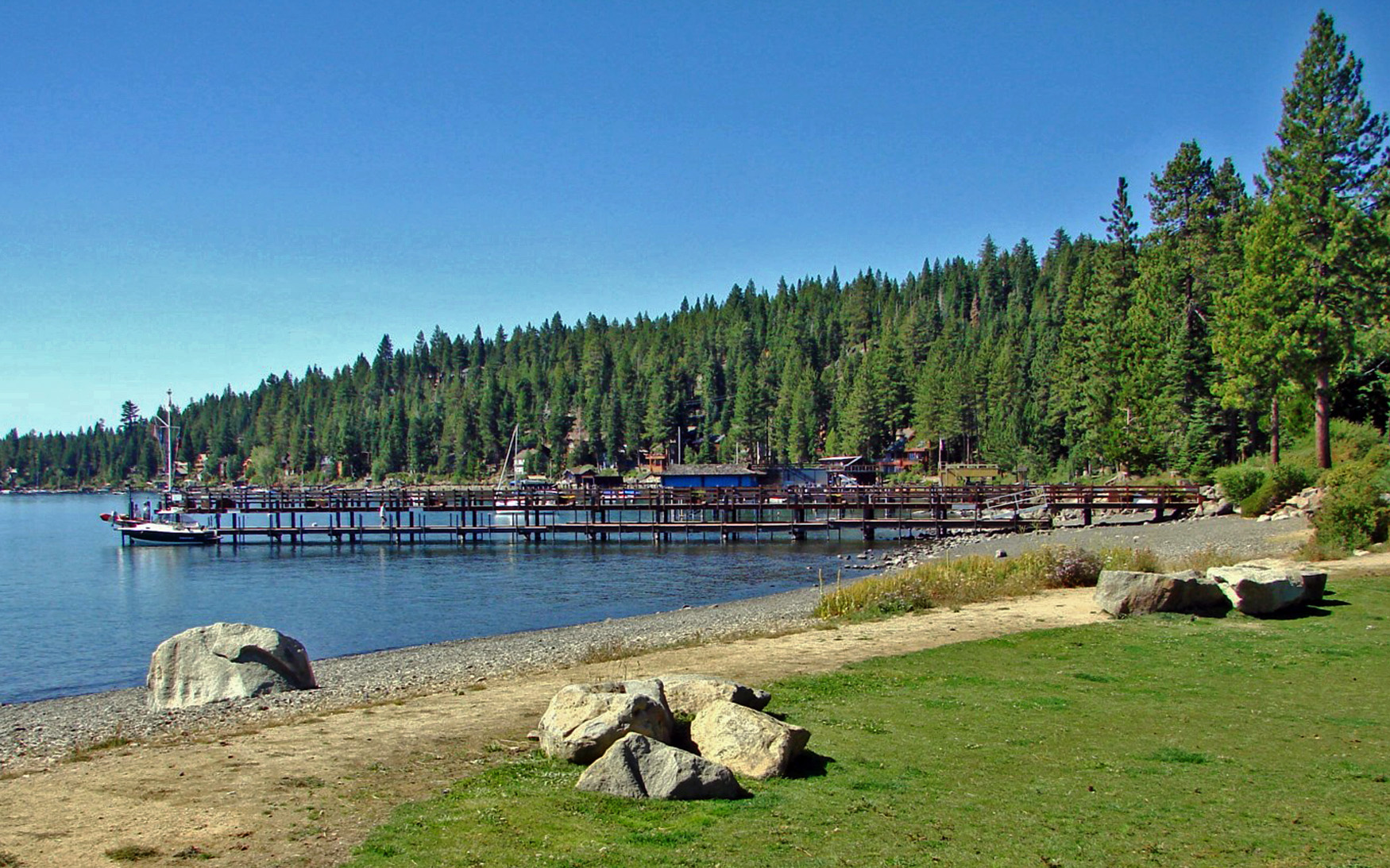
Oever van Lake Tahoe in Carnelian Bay

Carnelian Bay is een unincorporated community zonder eigen bestuur. Volgens het Census Bureau, dat de plek aanduidt als census-designated place, woonden er 524 mensen in 2010. In 2000 bedroeg het inwonertal nog 615. De bevolking is voor 94% blank.